# Songs of Leonard Cohen
Az 1967-es Songs of Leonard Cohen Leonard Cohen debütáló nagylemeze. Az album előrevetítette a zenész karrierjét, hiszen míg Amerikában csak a 83. helyet érte el a Billboard listáján (csak 1989-ben aranylemez), addig Európában nagyobb siker volt (az Egyesült Királyságban a 13. helyet szerezte meg, és majdnem másfél évig maradt a listákon).
A Songs of Leonard Cohen 1989-ben jelent meg CD formában, és 2003-ban néhány európai országban egy digipak kiadás is megjelent. 2007. április 24-én Amerikában, június 20-án pedig Japánban adták ki a felújított változatot néhány bónuszdallal. A japán verzió egy limitált kiadású replika volt az eredeti albumborítóval és a dalszövegekkel.
2009-ben az album (a bónuszdalokkal együtt) bekerült Hallelujah - The Essential Leonard Cohen Album Collection-be, melyet a Sony Music Entertainment adott ki Hollandiában.

## Az album dalai
| 1. | Suzanne           | Leonard Cohen | 3:48 |
| 2. | Master Song       | Leonard Cohen | 5:55 |
| 3. | Winter Lady       | Leonard Cohen | 2:15 |
| 4. | The Stranger Song | Leonard Cohen | 5:00 |
| 5. | Sisters of Mercy  | Leonard Cohen | 3:32 |

| 1. | So Long, Marianne                 | Leonard Cohen | 5:38 |
| 2. | Hey, That's No Way to Say Goodbye | Leonard Cohen | 2:55 |
| 3. | Stories of the Street             | Leonard Cohen | 4:35 |
| 4. | Teachers                          | Leonard Cohen | 3:01 |
| 5. | One of Us Cannot Be Wrong         | Leonard Cohen | 4:23 |

| 1. | Store Room            | Leonard Cohen | 5:06 |
| 2. | Blessed Is the Memory | Leonard Cohen | 3:03 |